# حدث بالفعل (مسلسل)
حدث بالفعل هو مسلسل جريمة وغموض مصري من إنتاج عام 2023. المسلسل مستوحى من أحداث حقيقية، ويتكون مسلسل "حدث بالفعل" من 15 حلقة، وهو عبارة عن حكايات منفصلة، تتكون كل حكاية من 3 حلقات، من بطولة غادة عبد الرازق، خالد أنور وسلمى أبو ضيف، من تأليف فادي النجار، ومن إخراج هشام الرشيدي.

## قصة المسلسل
تدور أحداث مسلسل "حدث بالفعل" تدور أحداث المسلسل في إطار تشويقي عن الأمراض النفسية، وكيفية تأثيرها على حياة مصابيها، وعلى حياة المقربين منهم، و"كيف يمكن أن يكون أقرب الناس إليك مريضًا ومجرمًا دون علمك".
جرى تجميع القصص النفسية من 9 دول عربية، ليكون أول مسلسل تلفزيوني يستعرض مثل هذه القصص في الوطن العربي، وعناوين حكاياته: الأولى "تحت الحزام"، والثانية "ريش أبيض"، والثالثة "قرض شخصي"، والرابعة "ولو بعد حين"، والأخيرة "كاملة".

## طاقم التمثيل
- ماجد المصري: (رابح مظهر)
- غادة عبد الرازق: (ليلي)
- سينتيا خليفة
- رنا رئيس
- أحمد عبد الله محمود
- بسنت حاتم
- كريم فهمي
- شيماء الشريف
- بسمة حسن
- سلمى أبو ضيف
- خالد أنور
- محمود عبد المغني
- ندى موسى
- شيرين رضا
- آية سماحة
- دينا الشربيني
- محمد أبو داوود
- إسلام حافظ

## فريق العمل
- إخراج: محمد هشام الرشيدي
- تأليف: فادي النجار
- موسيقى تصويرية: مصطفى الحلواني
- تصميم الأزياء: دنيا عبدالمعبود
- إنتاج: أكتيف ميديا برودكشن، بي أجينسي

## روابط خارجية
- حدث بالفعل (مسلسل) على موقع قاعدة بيانات الأفلام العربية